# Olof Andersson (direktör)
Olof Andersson, född 27 september 1884 i Lövestad, död 24 november 1958, svensk direktör inom filmindustrin. 
Genomgick utbildning vid Elementarläroverk och däreftefter kontorschef vid Atlas-Diesel 1906-1920. Inträdde därefter i filmbranschen och var kassadirektör i AB Svensk Filmindustri 1920-28 och verkställande direktör där 1928-1942 då han efterträddes av Carl Anders Dymling. Han var statens ombud vid Venedig-Biennalen, medlem av Kulturrådet, ordförande i Svenska Filmkammaren och Sveriges Biografägareförbund. Han var också vicepresident i Internationella Filmkammaren, som bildades av Nazitysklands propagandaminister Joseph Goebbels.
Han är känd för att ha myntat uttrycket "Gammal som gatan". Mest känd blev han dock för ett yttrande vid en filmdebatt i början av 1930-talet, det så kallade "Slaget på Kronprinsen" den 27 oktober 1933. Svenska författarföreningen anordnade då årsmiddag på restaurang Kronprinsen i Stockholm. Svenska Dagbladet rapporterade dagen därpå under rubriken, ”Andersson i lejongropen. Författare och filmdirektör i animerad diskussion”. Om författarna menade att ”film var fotograferad smörja” så gick det ”en susning från auditoriet”, när Andersson frank tillstod ”att Svensk Filmindustri måste anse en film, som inte ger tillbaka vad den kostat i inspelning, för dålig”. Yttrandet kom åter att tas upp vid den kända Konserthusdebatten om svensk film 1937 där han var den främste representanten för motståndarsidan i egenskap av verkställande direktör för Svensk Filmindustri. Där förklarade han att han gjort uttalandet ur uteslutande kameral synpunkt och inte lagt några värderingsmässiga aspekter på det hela.

## Producent
- 1931 – Serments